# 그림 형제 (드라마)
《그림 형제》(영어: Grimm) 또는 《그림: 괴수사냥꾼》은 NBC에서 2011년 10월 28일부터 2017년 3월 17일까지 방영된 드라마이다.

## 줄거리
그림 형제의 동화의 진실을 파헤치는 이야기이다. 어느 날부터인가 형사 닉에게 이상한 것들이 보이기 시작하면서, 그와 동시에 도저히 사람의 소행이라고 할 수 없는 잔혹한 범죄들이 그의 주변에서 벌어지기 시작한다라는 줄거리이지만 2기 중반부터는 열쇠이야기가 큰 주제의 하나로 작용.

## 등장 인물

### 기존 인물
- 닉(Nick) - 데이비드 지언톨리(David Giuntoli)

그림 가의 마지막 후손이자 형사. 평범한 형사인줄로만 알았던 ‘닉’은 어느 날부터 사람들 속에 섞여 사는 괴물들이 눈에 보이기 시작한다. 이모의 갑작스러운 죽음으로 인해 자신이 ‘그림형제’가의 유일한 후손임을 알게 되고 이모가 남긴 책과 자신의 직감에 따라 괴물들을 쫓게 된다.
- 먼로(Monroe) - 실라스 웨어 밋첼(Silas Weir Mitchell)

그림형제의 후손들이 쫓고 있는 괴물 중 하나인 늑대인간 혈통 블룻바드(Wieder Bloutbad)이다. 하지만 다른 괴물들과 다르게 인간에게 해를 가하지 않고 ‘착하게 사는 법’을 터득하여 매번 자제하며 살아가고 있다. 우연히 닉과 친구가 되고, 내키지 않아 매번 투덜거리면서도 그를 돕는다.
- 줄리엣(Juliette) - 빗시 툴로치(Bitsie Tulloch)

닉의 미녀 약혼자. 닉에게 특별한 능력이 있는지 모르고 있다.
- 행크(Hank) - 러셀 혼스비(Russell Hornsby)

닉의 파트너. 의리 있는 타입의 형사로, 닉의 직감을 믿으며 수사를 돕는다.
- 우(Wo) - 레기 리(Reggie Lee)

사건이 발생하면 가장 먼저 달려와 정보를 수집하고, 닉과 행크에게 사건에 대해 요약해주는 민첩한 업무 파트너.
레기 리라는 이름과 동양인같은 얼굴때문에 사람들이 중국인인가 한국인인가 많이 생각하지만 사실 필리핀사람이다.
- 레나드(Renard) - 사샤 로이즈(Sasha Roiz)

닉의 상사. 경찰 서장이지만 닉의 고모 마리를 제거하려고 하는 등 뭔가 심상치 않은 음모를 가지고 있다. 사건 전개에 중요한 인물.

## 에피소드

### 시즌 1
- 1화. 빨간 망토

분홍색 운동화에 빨간색 상의를 입고 아침에 숲으로 조깅을 나갔던 한 여대생이 초인적인 힘을 가진 정체불명의 상대에 습격을 당해 온몸이 찢긴다. 포클랜드 경찰서 형사인 닉은 파트너 행크와 함께 이 사건을 맡게 되지만 현장에 남겨진 단서는 의문의 발자국과 여대생이 소지하고 있었던 MP3 플레이어뿐이다. 한편 닉에게 어머니나 다름없는 고모인 마리는 병으로 살 날이 얼마 남지 않았음을 알고 닉을 찾아가 ‘그림’ 집안의 비밀에 대해 얘기해 준다.
- 2화. 핏빛 성인식

소란스러운 젊은 커플 길다와 로키는 장난삼아 주인이 외출하고 없는 숲 속의 한 저택에 무단침입하고 안방의 침대에서 뒹굴며 시간을 보낸다. 로키는 미처 빠져나오지 못하고 누군가에게 끌려가 버린다. 집안에서 들려오는 로키의 비명과 누군가 뒤쫓아 오는 소리에 길다는 겁에 질려 정신없이 차를 몰고 저택에서 빠져나가고 곧 음주운전 단속에 걸려 경찰서에 잡혀 오게 된다. 닉은 중환자실에 있는 마리 고모가 회복되기를 애타게 기다리는 한편 경찰서에 끌려 온 길다의 진술을 토대로 저택에서 실종된 로키의 행방을 찾아 나선다.
- 3화. 벌들의 역습

어느 날 아침 시내 전차에서 갑자기 음악이 울려 퍼지더니 플래시몹을 시작한다. 모든 승객들이 광란에 빠진 듯 신나게 춤을 추고, 그 다음 정거장에서 모두 내리는데, 승객들이 내린 후 한 젊은 여성이 흉측한 얼굴로 사망한 채 발견 된다. 한편 죽은 여성의 시체에서 발견된 거대한 바늘에 찔린 듯 한 상처가 발견되고, 체내에서는 벌에 쏘인 뒤에 발견되는 아피톡신이 검출된 사실을 의아하게 여긴다. 검문했던 승객들 중 수상한 두 남자의 뒤를 쫓던 닉과 행크는 어디선가 날아든 벌떼로부터 공격을 당한다.
- 4화. 푸른 수염

끔찍한 환각에 시달리며 잠옷 바람으로 어디론가 도망치던 여인 페이스는 다리 위 도로에서 한 차량에 치어 쓰러진다. 사고 당시 페이스는 목숨을 잃지 않았지만, 어디선가 나타난 의문의 남자에 의해 살해당하고 만다. 행크는 페이스가 밤늦게 남편과 다투고는 집을 나가 술집에서 술을 마신 뒤 택시를 타고 한 민박으로 갔던 사실을 알아내는데, 그 민박집 주인의 정체가 수상하다.
- 5화. 피리부는 사나이

한 사립학교의 음악 교사가 밤늦게 학생들과의 공연 연습을 마치고, 집으로 가기 위해 차를 탔다가 쥐 떼의 습격으로 사망하는 사건이 발생한다. 검시관은 쥐를 부검한 결과 쥐의 위 안에서 나일론 섬유를 발견한다. 닉과 행크는 그것이 독일제 차량 내부의 깔개에 쓰이는 재료라는 것을 알아낸다. 한편, 최근 학교에서 정학을 당한 로디라는 학생의 아버지가, 발견된 증거로 인해 살해 용의자로 몰리게 된다. 하지만 닉은 가난한 외톨이로 살아 온 바이올린 천재인 로디에게 연민을 느끼게 된다.
- 6화. 돼지 삼형제의 분노

집에서 열심히 운동을 하던 햅은 운동 기구가 창문 밖으로 날아가는 바람에 잠시 마당으로 나간다. 그런데 집 밖으로 나온 순간 커다란 폭발음이 나면서 한순간에 집이 다 날아가 버리고 만다. 햅은 경찰서에서 닉에게 사고 당시 상황을 설명하고 당분간 지낼 곳이 없어 친구에게 도움을 청하는데, 햅은 데려가기 위해 경찰서에 찾아온 친구는 바로 먼로였다. 닉은 불과 지난달에 햅의 형이 똑같은 폭발 사고로 사망했다는 사실을 알고 살인의 가능성을 의심하지만 화재 수사를 담당하고 있는 올슨 경위는 두 사건이 서로 무관한 사고였다고 확신한다.
- 7화. 라푼젤

깊은 숲속에서 대마초를 재배해 팔던 델마 블레이크는 젊은 등산객을 경찰로 오해한다. 증거를 없애려 그들을 살해하려고 하는 순간, 난데없이 날아온 밧줄 같은 것에 목이 졸려 죽고 만다. 다음날 사건을 맡은 닉이 시신과 나무에 아주 긴 머리카락이 있는 것을 발견하고, DNA를 요청하는데, 야생의 살인마가 되어가는 긴 머리 소녀 ‘라푼젤’의 도주가 시작된다.
- 8화. 잭과 콩나무

30년 넘게 주 판사로 일한 패터슨이 한밤중에 괴한의 습격으로 처참하게 살해당하는 사건이 발생한다. 경찰은 원한에 의한 살인사건을 판단해 패터슨의 재판을 받은 자들 중 전과자들의 행방을 추적한다. 하지만 현장에서 발견된 용의자 지문 역시 손목이 잘린 채 시체로 발견되고 뒤이어 메리 로빈슨이라는 은퇴한 검사가 살해되자 행크는 과거의 사건이 떠오른다. 그리고 범인의 다음 목표는 자신이 될 것이라는 걸 직감한다.
- 9화. 생쥐와 인간

늦은 밤, 차고에서 드라이버가 목에 꽂혀 살해된 남자의 시체가 쓰레기 수거차에서 발견된다. 경찰은 피해자가 주변 이웃들과 사이가 좋지 않았으며, 동거녀는 나탈리를 상습적으로 때린다는 사실을 알게 된다. 살해되기 전날 밤에도 나탈리를 때리다가 이웃에 사는 마티와 메이슨이라는 남자와 다툰다. 한편 닉의 연인 줄리엣은 수상한 사람이 집 박으로 자신을 지켜보며 사진을 찍는 사실을 닉에게 얘기하게 된다. 어느 날, “그림”가의 마지막 후손인 닉과 가깝게 지내는 먼로를 싫어하는 과격파로부터 습격을 당한다.
- 10화. 헨젤과 그레텔

사람의 출입이 통제된 외딴 강의 폭포 밑에서 발견된 18살 소년의 시체가 발견된다. 소년의 목덜미에는 마치 흡혈귀에게 물린 듯한 구멍이 두 개가 나있고 주머니에서는 조개 껍질로 만든 목걸이게 나온다. 닉과 행크는 이 소년이 스티븐 뱀포드라는 전과자이고 주소지를 찾아 탐문을 하던 중 길거리에서 조개 껍질 목걸이를 파는 남매 핸슨과 그레이시를 만나게 된다. 집도 없이 노숙을 하며 살아가는 남매는 어느 날 일자리가 생겼다며 떠났던 친구 스티븐이 시체로 발견되었다는 소식에 슬픔을 감추지 못한다.
- 11화. 거미 요괴

어느 날 밤, 화랑 개장식에 갔다가 아름다운 한 여인에게 끌려 추파를 던지던 라이언 쇼월터라는 젊은 남자는 한순간 거미 요괴로 돌변한 여인에게 처참히 살해되고 만다. 닉은 하룻밤 만에 시체가 미라처럼 메말라 버리고 몸 안의 장기들이 어디론가 모두 빨려가 없어져 버린 충격적인 광경을 본 후 고모의 트레일러에서 거미와 흡사하게 생긴 어떤 짐승의 존재에 대해 쓰여진 책을 읽고 먼로를 찾아간다. 또한 닉은 날이 갈수록 자신의 집에 낯선 짐승 종족들이 계속 접근해 오자 줄리엣의 안전이 걱정되어 고민에 빠진다.
- 12화. 글래디에이터

숲 속 외딴 곳의 집에서 평화롭게 살고 있던 노부부가 어느 날 저녁 숲에 들이닥친 괴한에게 참혹하게 살해된다. 그러나 그 괴한은 숲 속에서 말을 탄 무리에게 잡혀 어디론가 끌려간다. 닉과 행크는 노부부의 집에서 발견된 피 묻은 지문의 주인공이 디미트리 스칸토스라는 가석방된 전과자임을 알아내 그의 가석방 담당관 레오를 찾아간다. 그리고 디미트리가 일했다는 체육관에서 친구 브라이언으로부터 디미트리가 사라진 곳으로 짐작되는 숲 속의 등산로를 안내받는다. 한편 순찰관이 디미트리의 차량을 발견한 폐창고에서 닉과 행크는 온통 피로 물든 바닥과 기이한 모양의 기호를, 그리고 중세 시대의 철퇴 등을 발견하고 뭔가 잔혹한 싸움이 벌어지는 곳임을 직감한다.
- 13화. 거물 도둑

한스, 플린 그리고 솔라데드는 치밀한 계획을 세워 포틀랜드에 있는 한 보석상에 침입한다. 도망친 보석상 주인은 숨겨 둔 동전 세 개를 다급히 찾지만 도둑들이 금고를 폭파시킴에 동시에 그 자리에서 목숨을 잃게 된다. 신고를 받고 출동한 형사 닉은 보석상 근처를 지나가던 한 폭스바우를 보고 수상하다는 것을 느낀다. 한편 죽은 보석상 주인의 위에서 동전 세 개가 발견된 후에 행크의 행동이 평소 같지 않게 점점 이상해지는 것을 느끼게 된다.
- 14화. 날개 돋친 용

쓸 만한 구리를 훔치러 버려진 공장에 들어간 두 도둑이 다음 날 아침 불에 탄 시체로 발견된다. 경찰은 두 시신이 모두 순식간에 타버렸다는 사실을 이상하게 여긴다. 한편 현장에서 발견된 지방질의 DNA를 분석한 결과, 방화 용의자가 재향군인 병원을 드나들던 48세의 프레드 에버하트라는 것이 밝혀진다. 하지만 행방이 묘연하여 닉은 술집 댄서로 일하고 있는 그의 딸 애리얼 에버하트를 찾아간다.
- 15화. 사랑의 묘약

레너드 반장으로부터 행크를 더 적극적으로 유혹하라는 지시를 받은 애들린은 레너드가 건넨 행크의 피로 신비로운 묘약을 만들어 행크에게 먹일 계획을 세운다. 한편 약초와 향신료를 파는 캘버트의 가게에 도둑이 들어 몸싸움을 하다가 프레디가 사망하게 되고, 경찰은 시애틀에 살고 있는 여동생 로잘리에게 연락을 한다. 살인범들이 노린 것이 돈이 아닌 다른 것이라는 걸 확신하는 닉은 먼로와 로잘리와 함께 가게에서 살인 동기가 될 만한 물건을 찾던 끝에 J라는 중독성 강한 약물이 상자에서 없어진 것을 발견한다.
- 16화. 황금세의 알

줄리엣에게 청혼을 하기로 결심한 닉은 주말 휴가를 내고 줄리엣과 함께 교외의 한적한 숲속 마을로 여행을 떠난다. 하지만 모처럼 오붓한 시간을 보내려던 닉과 줄리엣은 산장 숙소 옆에 살고 있는 한 부부가 크게 다투는 듯한 광경을 본 후 경찰에 신고를 하게 되고, 급기야 얼마 후 살인 현장을 목격하게 된다. 한편 애들린에게 점점 빠져드는 행크는 끈질기게 전화를 하고 음성 메시지를 남긴 끝에 드디어 애들린과 데이트 약속을 잡게 된다.
- 17화. 상사병의 덫

닉은 줄리엣과 함께 행크의 여자친구를 만나러 간 자리에 애들린이 와 있는 걸 보고 깜짝 놀란다. 자나깨나 애들린 생각에 푹 빠져있는 행크가 걱정된 닉은 애들린에게 행크에게서 떨어지라고 하지만 애들린은 아랑곳하지 않고 레너드 반장의 지시에 따라 행크를 위험에 빠뜨릴 계획을 세운다. 동족들로부터 닉이 가진 열쇠를 최대한 빨리 손에 가져오라는 재촉에 시달린 레너드 반장은 애들린의 어머니인 캐서린을 만나 애들린이 제대로 임무를 수행하게 도와달라고 부탁한다. 하년 우 경사는 계속되는 묘약의 부작용으로 먹어선 안 될 것을 먹는 식이장애에 시달리다가 또 다시 실신하고 만다.
- 18화. 고양이와 쥐

베센 사회의 비밀 조직인 ‘베라트’로부터 쫓기고 있는 저항 세력의 지도자 이안 하몬은 자신을 죽이려는 베라트의 요원을 피해 해외로 도주하려고 프레드의 가게에 도움을 청하러 갔다가 로잘리와 재회한다. 버스 터미널에서 다 잡을 뻔한 이안 하몬을 놓친 베라트의 요원 왈츠는 레나드 반장을 찾아가 하몬을 찾아내는 데 도움을 줄 것을 요청한다. 한편 닉은 버스 터미널에서 벌어진 총격 사건과 의문스러운 바텐더 살인 사건을 연결 짓고 있는 이안 하몬이라는 자의 존재를 추적하던 중 먼로의 전화를 받고 로잘리의 가게로 달려간다.
- 19화. 용감한 아이스비버

다리 건설 현장에서 일하던 아놀드는 밤중에 공사장 부근에서 건설 회사 사장인 로버트 그로산이 누군가에게 살해되는 현장을 목격하고 911에 신고하지만 살인범에게 발각되는 바람에 황급히 도망친다. 경찰은 살해된 로버트의 휴대폰 일정 메모를 근거로 사건 당일 밤 9시 30분에 로버트가 건축 준공 감독관인 살바도르 버트렐을 만나기로 했었다는 사실을 알아내지만 살바도르는 친구들을 동원해 완벽한 알리바이를 만들어 낸다. 살해 현장을 목격한 아놀드의 증언이 절실한 닉은 아놀드가 아이스비버라는 것을 알고는 같은 아이스비버 종족인 버드를 찾아가 아놀드가 증언을 하도록 설득해 줄 것을 부탁한다.
- 20화. 행복한 신데렐라

아서는 예쁜 아내 루신다와 결혼해 행복한 신혼 생활을 하고 있던 어느 날 자신의 전 재산을 맡긴 투자 담당자가 자살하면서 커다란 재정 위기에 몰린다. 루신다에게 아버지와 같은 대부를 스펜서는 아서에게 루신다의 새어머니를 찾아가 도움을 청하라고 권한다. 고인이 된 루신다의 아버지로부터 큰 재산을 상속받은 루신다의 새어머니 메이비스는 아서의 부탁을 일언지하에 거절해 버린다. 하지만 그날 밤 메이비스는 누군가에게 참혹하게 살해되고 만다.
- 21화. 빅풋

한밤중에 산속에서 전설의 괴물인 빅풋을 찾아다니던 자칭 미확인 동물학자 두 명이 정체 모를 동물로부터 습격을 당해 죽는다. 그리고 그 인근의 목장에서 말을 키우는 톰은 밤중에 말들이 시끄럽게 우는 소리에 나갔다가 정체를 알 수 없는 동물이 자신의 말에게 상처를 입힌 것을 발견한다. 그리고 두 사람이 살해된 현장에 있었던 여자가 빅풋을 봤다고 진술하자 언론과 시민들은 금세 시끄러워지기 시작한다. 한편, 먼로는 다리에 총을 맞고 자신의 집에 찾아온 친구 래리의 모습을 보고 크게 놀라 닉에게 도움을 청한다.
- 22화. 블랙 우먼

닉은 커피숍에서 먼로를 만나 최근에 베센의 모습을 목격한 행크를 걱정한다. 먼로는 닉이 처음에 그런 광경을 봤을 때도 큰 충격과 혼란이 왔음을 상기시키며 애써 닉을 안심시키려고 한다. 그런데 닉과 먼로가 커피숍에서 나오자 한 남자가 둘의 사진을 몰래 찍고 누군가에게 전화해 포클랜드에서 만나자고 한다. 사진을 찍은 남자가 부른 이는 바로 닉의 부모님이 살해된 사건의 마지막 용의자 아키라 키무라다. 한편 애들린은 자신의 고양이에게 특별히 만든 간식을 먹인 뒤 줄리엣의 동물병원에 데려가고 줄리엣은 애들린의 고양이를 진찰하다가 고양이가 갑자기 할퀴는 바람에 상처를 입는다.

### 시즌 2
- 1화. 썩은 이빨

닉은 죽은 줄로만 알았던 어머니가 자신을 구하기 위해 나타난 것을 보고 큰 충격에 빠진다. 닉의 어머니의 습격으로 정신을 잃은 키무라는 결국 출동한 경찰에 체포되어 구류된다. 먼로와 로잘리는 애들린의 마법으로 혼수상태에 빠진 줄리엣을 회복시킬 약을 만들던 중 닉의 집을 찾아갔다가 네 사람이 위험한 대면을 하게 된다. 그 후 닉은 항구에서 일어난 끔찍한 살인 사건의 수사를 맡게 되는데 시체들이 끔찍하게 찢기고 깊은 구멍이 뚫려 있는 것을 보고 범인이 인간이 아니라는 것을 직감한다.
- 2화. 잠자는 숲속의 공주

닉의 어머니가 모베동을 죽인 뒤 닉은 어머니와 함께 서둘러 병원으로 달려가 로잘 리가 준비해 둔 약으로 줄리엣의 기억 상실 증상을 막으려고 한다. 그 후 FBI 요원들은 살해된 제재소로 호출을 받은 닉은 자신의 총이 현장에 떨어져 있는 것을 보고 당황한다. 이 사건의 수사를 맡게 된 새로운 FBI 요원들은 죽은 캐니거 요원의 마지막 통화 상대가 닉이었다는 사실을 알고 닉을 의심하기 시작한다. 케서린은 레너드 반장이 줄리엣을 깨울 수 있도록 그의 몸을 정화시키는 묘약을 만든다.
- 3화. 나쁜 달이 뜰 때

행크와 오랜 친구 제럴드는 고등학생인 딸 칼리가 갑작스럽게 실종돼 행크를 찾아간다. 닉은 딸이 걱정돼 고통스러워하는 제럴드가 순간 짐승으로 변하는 모습을 발견하고 행크가 자리를 비운 사이 제럴드에게 자신의 정체를 알린다. 오래전 텍사스에서 ‘코요틀’일족과 함께 살다가 아내와 딸을 데리고 포클랜드로 도망쳤던 제럴드는 자신에게 양심을 품을 아내의 가족들이 딸을 납치했을 가능성을 의심한다. 한편 줄리엣은 의식을 되찾고 건강도 회복하지만 오로지 닉에 대한 기억만은 돌아오지 않는다.
- 4화. 죽음의 전염병

교통사고 현장에 출동한 닉과 행크는 한 남자가 공원 관리소 차량을 뒤에서 들이받고 트럭 운전자를 폭행하려 했다는 진술을 듣고 사라진 남자를 뒤 쫓아 간다. 부근의 건물로 숨어 든 그자는 닉과 행크를 덮치려 하다가 결국 사살되고 만다. 닉은 죽은 남자가 사실은 ‘라이니근’이라는 베센이었고 부검 결과 황열병에 걸린 환자였다는 것을 알게 된다. 그리고 그자와 접촉한 베센들은 모두 그 병에 전염된다는 것을 알고 치료법을 알아본다.
- 5화. 양의 탈을 쓴 목사

한 교회의 목사가 은행 계좌에 든 교회 돈이 갑자기 사라진 것을 알고 경찰에 신고한다. 교회의 장부 관리를 담당했던 노먼 브루스터라는 남자를 유력한 용의자로 지목됐으나 나무 분쇄기 속에서 으스러진 노먼의 시체가 발견되자 수사는 새로운 국면을 맞는다. 문제의 교회를 찾아간 닉은 교구민들이 모두 젤렌구트라는 베센이고 목사는 블룻바드라는 기이한 사실을 안 뒤, 먼로에게 교회에 잠입해 위장 수사를 해 줄 것을 부탁한다.
- 6화. 청부 살인 업자

포틀랜드로 돌아온 앤젤리나는 술집에서 자신을 겁탈하려던 남자를 죽이고 만다. 그런데 어디선가 갑자기 나타난 이들이 앤젤리나를 끌고 가 자신들이 고용한 청부 살인자를 죽였으니 대신 그 일을 완수하라고 요구하고 대가로 2만 5천 달러는 주겠다는 약속까지 한다. 앤젤리나는 그들이 죽이려고 하는 대상이 먼로라는 사실을 알고 깜짝 놀라지만 먼로를 죽이겠다고 말한 뒤 곧장 먼로에게 찾아가 이 사실을 알린다.
- 7화. 사이코패스

닉과 행크는 주유소 직원이 잔인하게 살해된 현장에서 감시 카메라 영상을 입수해 살인범이 딸로 보이는 어리니 여자아이와 함께 도주하는 것을 보고 추적에 나선다. 로잘리의 가게를 대신 보고 있는 먼로는 한 손님의 약을 제조하다가 큰 실수를 저지른다. 행적이 묘연하던 애들린은 레너드 반장에게 전화해 자신의 어머니를 죽인 게 누구냐고 묻고 레너드는 애들린에게 포틀랜드로 돌아오라고 말한다.
- 8화. 피노키오의 두 얼굴

한 고등학교에서 학력경시대회 준비를 하고 있던 학생들이 두 명이나 의문스러운 죽음을 당하자 닉과 행크는 어느 학생이 우승에 대한 압박감 때문에 경쟁자를 없애려 했을 가능성을 의심한다. 레너드 반장은 줄리엣을 향한 끓어오르는 감정과 충동을 주체하지 못해 괴로워하다 로잘리의 가게를 찾아가 먼로에게 상듬을 하게 된다. 애들린은 오스트리아 빈에서 션의 이복형을 만나 비밀스러운 대화를 나눈다.
- 9화. 우는 여인

어린 아들 라파엘을 데리고 강가에서 낚시를 하던 루이즈는 하얀 드레스를 입은 한 여인이 슬피 울면서 강물로 뛰어드는 것을 보고 다급히 그 여인을 구하기 위해 물속으로 뛰어든다. 하지만 물속에서 정신을 차려보니 멀리 강둑에서 그 여인은 아들 라파엘을 데리고 홀연히 사라져 버린다. 이 사건으로 앰버 경고가 발령되자 뉴멕시코주에 살던 발레티나라는 묘령의 형사가 포틀랜드 경찰서에 찾아와 자신이 그 유괴범을 5년째 쫓고 있다면서 자신이 모아 놓은 자료들을 닉과 행크에게 건네고 곧 두 번째, 세 번째 아이들이 유괴될 것이라고 말한다.
- 10화. 영웅 숭배

한 여자를 납치한 베센들이 잇달아 참혹한 시체로 발견되면서 포틀랜드의 베센 사회는 크게 동요한다. 죽은 베센의 시체에 찍혀 있는 낙인의 모양을 본 먼로는 닉에게 그것이 그림 종족 중 무자비하고 악랄하게 학살을 일삼은 한 혈통의 상징임을 알려 준다. 그리고 닉은 베센들을 죽이지 않고 살려 준 자신을 비난하는 누군가의 전화를 받게 된다.
- 11화. 식인 괴물의 정체

행크는 자신이 7년 전에 체포했던 총격 살인범 크레이그 페런이 당시 괴물들이 자신을 공격했다고 주장했던 것을 기억하고 그 사건을 다시 조사하기 시작한다. 크레이그 페런은 자신이 총으로 쐈던 두 형제가 괴물로 변했을 뿐 아니라 사람의 고기를 먹는 식인종이라는 주장까지 했으나 결국은 사형 선고를 받았고, 며칠 후면 사형이 집행될 위기에 놓여 있다. 닉과 행크는 두 형제 중 생존자인 존 크리스키의 행방을 알아내고 그자가 정말로 식인 짐승 웬디고라는 것을 알아내지만 사형 집행을 중단시킬 만한 증거를 찾지 못하는 사이 사형 집행일이 다가오고 만다.
- 12화. 브레멘 음악대

줄리엣은 션과 키스를 하는 광경을 먼로가 보게 되자 당황해 황급히 가게를 떠난다. 먼로는 닉에게 연락해 줄리엣 이야기를 조심스럽게 전하고 줄리엣 역시 다른 사람에게 감정을 느낀다는 사실을 닉에게 고백하려고 한다. 포틀랜드로 돌아온 애들린은 행크와 줄리엣에게 접근하는 한편 닉이 열쇠를 보관해 둔 곳을 찾아내려고 한다.
- 13화. 왕자의 집착

줄리엣이 감정을 갖게 된 상대가 레너드 반장이란 것을 알게 된 닉은 큰 충격을 받고 반장을 찾아가려고 하지만 먼로는 두 사람이 서로에게 끌리는 것이 애들린의 주문 때문일 가능성이 있다고 보고 흥분한 닉을 만류한다. 션은 닉이 이모로부터 물려받은 트레일러를 찾아 열쇠를 손에 넣으려고 하지만 트레일러 어디에도 열쇠는 보이지 않는다. 먼로로부터 줄리엣과 레너드 반장에 대한 얘기를 전해들은 이 모든 일의 연관성을 짐작하고 포틀랜드로 돌아와 애들린의 주문을 푸는 방법을 찾아내고자 한다.
- 14회. 가면의 비밀

시내의 한 은행에 가면을 쓴 강도들이 들이닥쳐 총을 쏘며 돈을 털어 간다. 그 현장에 있었던 먼로는 강도들이 가면을 쓴 것이 아니라 ‘보거’를 한 상태에서 그런 범행을 저질렀다는 것을 알고 충격에 빠진다. 마침 이 사건을 수사하게 된 닉과 행크에게 먼로는 베센이 평범한 종족들로부터 강탈을 하기 위해 일부러 변신한 상태의 모습을 보이는 것은 베센 사회의 가장 중대한 규율을 어기는 것이라고 설명해 준다. 한편 로잘리의 치료 덕분에 레너드 반장과 줄리엣은 서로에 대한 감정이 조금씩 사라지고 레너드 반장은 닉에게 애들린이나 왕족의 손에 열쇠가 들어가는 건 위험한 일이니 두 사람이 협력해야 할 필요가 있다고 말한다.

## 수상경력
(2012 미국) SF, 판타지, 공포 영화 아카데미
- Best Network Television Series 노미네이트
(2012, 2013 미국) People's Choice Awards
- Favorite New TV Drama, Favorite Network TV Drama 노미네이트
(2012, 2014) Satellite Awards
- Best Television Series or Miniseries, Best Television Series 노미네이트

## 나라별 방영
| 지역           | 채널     |
| -------------- | -------- |
| 영국           | on Watch |
| 오스트레일리아 | FOX8     |
| 캐나다         | CTV      |
| 필리핀         | 잭 TV    |
| 필리핀         | 잭 시티  |